# Лондон, Джули
Джули Пек (англ. Julie Peck; 26 сентября 1926, Санта-Роза, Калифорния — 18 октября 2000, Энсино, Калифорния), больше известна как Джули Лондон (англ. Julie London), — американская джазовая певица и актриса. Лучшая вокалистка 1955, 1956 и 1957 годов по опросам Billboard. Основой успеха певицы, как считается, стал её низкий чувственный голос — «smoky voice». За свою музыкальную карьеру Лондон выпустила 32 альбома. Актёрская карьера продолжалась более 35 лет и закончилась ролью медсестры Дикси Маккол в популярном американском телесериале «Критическое положение!» («Emergency!», 1972—1979 гг.).

## Биография
Джули Лондон родилась в 1926 году в городке Санта-Роза, штат Калифорния. У её родителей, Джека и Джозефины Пек, был свой театр, в котором Джули пела и играла с ранних лет. Когда девочке было 14 лет, семья переехала в Лос-Анджелес; вскоре после этого, в 1945 году, она окончила Голливудскую Профессиональную Школу. Через пару лет актриса вышла замуж за актёра Джека Уэбба, в браке с которым у неё впоследствии родились две дочери — Стейси и Лайза.
Актёрский дебют состоялся для Лондон в 1944 году, после съемок в приключенческом фильме режиссёра Сэма Ньюфилда «Nabonga», в котором актриса сыграла одну из главных ролей. Менее чем через год к Джули поступили предложения ролей в фильмах «On Stage Everybody» и «Красный дом».
В 1953 году Джули развелась со своим мужем, а всего через год познакомилась с популярным музыкантом и композитором в стиле джаз Бобби Трупом, который в то время выступал в одном из клубов Лос-Анджелеса. Они поженились в 1954 году и прожили вместе более 45 лет, до самой смерти Бобби в 1999 году; у супругов родилось трое детей — дочь Келли и близнецы Джоди и Риз.
Ещё будучи ребёнком, Джули серьёзно увлекалась музыкой, особенно пением. Однако лишь после успешного начала актёрской карьеры звукозаписывающие студии заметили талантливую певицу. Первый концерт Джули Лондон состоялся в 1955 году в клубе '881 Club' в Лос-Анджелесе, а впоследствии актриса выпустила 32 полноценных альбома со своими записями. Джули также получала титул «самой популярной певицы» по мнению журнала «Billboard» в 1955, 1956 и 1957 годах. В 1957 году певица появилась на обложке журнала «Life».
Её первой звукозаписывающей компанией была Bethlehem Records, заключить контракт с которой ей помог Бобби Труп. Несколько песен Лондон даже попали на сборник студии 1955 года, который вышел под названием «Bethlehem’s Girlfriends». Наибольшей известности Джули добилась после выхода её сингла «Cry Me a River». Диск, релиз которого состоялся в декабре 1955 года, почти сразу разошёлся миллионным тиражом только в США и принёс огромную славу актрисе.
Её роли в кино также порой оказывались «поющими»: так, Лондон исполнила свою песню в фильме «The Girl Can’t Help It» в 1956 году.
Помимо карьеры в кинофильмах и музыкальной индустрии, актриса часто принимала участие в различных сериалах и телешоу, самыми известными из которых были «Большая долина» и «Адам-12». Известно также, что актриса оставалась в хороших отношениях со своим первым мужем и даже участвовала в нескольких его проектах, среди которых был телесериал «Критическое положение!» и «Адам-12».
В 1960-х и 1970-х актриса активно снималась в фильмах и сериалах, однако в 1990-х карьера актрисы пошла на спад. В 1995 году Джули перенесла инсульт, а после смерти её мужа в 1999 году её здоровье ещё сильнее ухудшилось.
Джули Лондон скончалась 18 октября 2000 года в возрасте 74 лет. Её похоронили рядом с мужем, на кладбище Голливуд-Хиллз в Лос-Анджелесе.

## Дискография
- Julie Is Her Name (1955)
- Lonely Girl (1956)
- Calendar Girl (1956)
- About the Blues (1957)
- Make Love to Me (1957)
- Julie (1957)
- Julie Is Her Name, Volume II (1958)
- London by Night (1958)
- Swing Me an Old Song (1959)
- Your Number Please (1959)
- Julie… At Home (1960)
- Around Midnight (1960)
- Send for Me (1961)
- Whatever Julie Wants (1961)
- Sophisticated Lady (1962)
- Love Letters (1962)
- Love on the Rocks (1963)
- Latin in a Satin Mood (1963)
- The End of the World (1963)
- The Wonderful World of Julie London (1963)
- Julie London (1964)
- In Person at the Americana (1964)
- Our Fair Lady (1965)
- Feeling Good (1965)
- All Through the Night: Julie London Sings the Choicest of Cole Porter (1965)
- For the Night People (1966)
- Nice Girls Don’t Stay for Breakfast (1967)
- With Body & Soul (1967)
- Easy Does It (1968)
- Yummy, Yummy, Yummy (1969)